# أرمنايا (إدلب)
أرمنايا قرية سورية تتبع ناحية حيش في منطقة معرة النعمان في محافظة إدلب. بلغ عدد سكانها 904 نسمة في عام 2004 حسب إحصاء المكتب المركزي للإحصاء.